# Чемпіонат Вінницької області з футболу
Чемпіонат Вінницької області з футболу — обласні футбольні змагання серед аматорських команд. Проводяться під егідою Федерації футболу Вінницької області.

## Усі переможці
| Сезон        | Чемпіон                                                                                    | 2 місце                                                                                    | 3 місце                                                                                    |                                                                                            |
| 1932         | «Динамо» (м. Проскурів), м. Умань                                                          |                                                                                            | «Динамо» (м. Вінниця)                                                                      |                                                                                            |
| 1933         |                                                                                            |                                                                                            |                                                                                            |                                                                                            |
| 1934         | «Динамо» (м. Проскурів)                                                                    | «Желдор» (м. Проскурів)                                                                    |                                                                                            |                                                                                            |
| 1935         |                                                                                            |                                                                                            |                                                                                            |                                                                                            |
| 1936         | «Динамо» (м. Могилів-Подільський)                                                          | м. Шепетівка                                                                               | м. Кам'янець-Подільський                                                                   |                                                                                            |
| 1937         | м. Вінниця                                                                                 | «Динамо» (м. Могилів-Подільський)                                                          | м. Кам'янець-Подільський                                                                   |                                                                                            |
| 1938 (М)     | «Динамо» (м. Могилів-Подільський)                                                          | м. Вінниця                                                                                 | м. Бар                                                                                     |                                                                                            |
| 1938 (СТ)    | «Темп» (м. Вінниця)                                                                        | «Спартак» (м. Вінниця)                                                                     | м. Тульчин м. Жмеринка                                                                     |                                                                                            |
| 1939         | м. Вінниця                                                                                 | м. Могилів-Подільський                                                                     | м. Жмеринка                                                                                |                                                                                            |
| 1940         | «Спартак» (м. Вінниця)                                                                     | В/ч (м. Могилів-Подільський)                                                               | «Знання» (м. Вінниця)                                                                      |                                                                                            |
| 1945         | «Спартак» (м. Вінниця)                                                                     | «Динамо» (м. Вінниця)                                                                      |                                                                                            |                                                                                            |
| 1946         | «Спартак» (м. Вінниця)                                                                     | м. Тульчин                                                                                 |                                                                                            |                                                                                            |
| 1947 (весна) | «Динамо» (м. Вінниця)                                                                      | «Спартак» (м. Вінниця) або м. Тульчин                                                      |                                                                                            |                                                                                            |
| 1947 (осінь) | «Динамо» (м. Вінниця)                                                                      | «Локомотив» (м. Козятин)                                                                   |                                                                                            |                                                                                            |
| 1948         | «Динамо» (м. Вінниця)                                                                      | «Локомотив» (м. Жмеринка)                                                                  | «Локомотив» (м. Козятин) або ФК "Гайсин" (м. Гайсин)                                       |                                                                                            |
| 1949         | «Динамо» (м. Вінниця)                                                                      |                                                                                            |                                                                                            |                                                                                            |
| 1950         | «Динамо» (м. Вінниця)                                                                      |                                                                                            |                                                                                            |                                                                                            |
| 1951         | «Харчовик» (м. Вінниця)                                                                    | «Локомотив» (м. Жмеринка)                                                                  | «Іскра» (м. Вінниця)                                                                       |                                                                                            |
| 1952         | «Труд» (м. Вінниця)                                                                        | «Динамо» (м. Вінниця)                                                                      |                                                                                            |                                                                                            |
| 1953         | «Труд» (м. Вінниця)                                                                        | «Динамо» (м. Вінниця)                                                                      | «Спартак» (м. Тульчин)                                                                     |                                                                                            |
| 1954         | «Труд» (м. Вінниця)                                                                        | «ГБО» (м. Вінниця)                                                                         | «Сокіл» (м. Могилів-Подільський)                                                           |                                                                                            |
| 1955         | «Локомотив» (м. Козятин)                                                                   |                                                                                            |                                                                                            |                                                                                            |
| 1956         | «Буревісник» (м. Вінниця)                                                                  | «Сокіл» (м. Могилів-Подільський)                                                           | ФК "Хмільник" (м. Хмільник)                                                                |                                                                                            |
| 1957         |                                                                                            |                                                                                            |                                                                                            |                                                                                            |
| 1958         | «ГБО» (м. Вінниця)                                                                         | «Буревісник» (м. Вінниця)                                                                  | «Авангард» (м. Вінниця)                                                                    |                                                                                            |
| 1959         | «Буревісник» (м. Вінниця)                                                                  | В/ч 92867 (м. Козятин)                                                                     | «Локомотив» (м. Жмеринка)                                                                  |                                                                                            |
| 1960         | «Локомотив» (м. Жмеринка)                                                                  | «45-й завод» (м. Вінниця)                                                                  | «Буревісник» (м. Вінниця)                                                                  |                                                                                            |
| 1961         | «ГБО» (м. Гайсин)                                                                          | «Локомотив» (м. Козятин)                                                                   | «Інструментальний завод» (м. Вінниця)                                                      |                                                                                            |
| 1962         | «Буревісник» (м. Вінниця)                                                                  | «Локомотив» (м. Жмеринка)                                                                  | «Дністер» (м. Могилів-Подільський)                                                         |                                                                                            |
| 1963         | «Взуттєва фабрика» (м. Вінниця)                                                            | «Буревісник» (м. Вінниця)                                                                  | «Сокіл» (смт. Вапнярка)                                                                    |                                                                                            |
| 1964         | «Буревісник» (м. Вінниця)                                                                  | «Спартак» (м. Тульчин)                                                                     | «Спартак» (м. Могилів-Подільський)                                                         |                                                                                            |
| 1965         | «Схід» (м. Могилів-Подільський)                                                            | «Буревісник» (м. Вінниця)                                                                  | «Спартак» (м. Вінниця)                                                                     |                                                                                            |
| 1966         | «Колгоспник» (м. Бар)                                                                      | «Буревісник» (м. Вінниця)                                                                  | «Локомотив» (м. Козятин)                                                                   |                                                                                            |
| 1967         | «Колгоспник» (с. Гайове)                                                                   | «Буревісник» (м. Вінниця)                                                                  | ФК «Могилів-Подільський» (м. Могилів-Подільський)                                          |                                                                                            |
| 1968         | «Автомобіліст» (м. Тульчин)                                                                | «Колос» (с. Гайове)                                                                        | «Електротехнічний завод» (м. Вінниця)                                                      |                                                                                            |
| 1969         | «Автомобіліст» (м. Хмільник)                                                               | «Автомобіліст» (м. Тульчин)                                                                | «Електротехнічний завод» (м. Вінниця)                                                      |                                                                                            |
| 1970         | «Будівельник» (м. Вінниця)                                                                 | «Харчовик-М'ясокомбінат» (м. Вінниця)                                                      | «Авангард» (м. Могилів-Подільський)                                                        |                                                                                            |
| 1971         | «Харчовик» (м. Вінниця)                                                                    | «Будівельник» (м. Вінниця)                                                                 | «Електрик» (м. Вінниця)                                                                    |                                                                                            |
| 1972         | «Харчовик» (м. Вінниця)                                                                    | «Будівельник» (м. Вінниця)                                                                 | «Авангард» (м. Могилів-Подільський)                                                        |                                                                                            |
| 1973         | «Харчовик» (м. Вінниця)                                                                    | «Будівельник» (м. Вінниця)                                                                 | «Харчовик» (м. Хмільник)                                                                   |                                                                                            |
| 1974         | «18 ДПЗ» (м. Вінниця)                                                                      | «Будівельник» (м. Вінниця)                                                                 | «Харчовик» (м. Хмільник)                                                                   |                                                                                            |
| 1975         | «Будівельник» (м. Вінниця)                                                                 | «18 ДПЗ» (м. Вінниця)                                                                      | «Локомотив» (м. Козятин)                                                                   |                                                                                            |
| 1976         | «Будівельник» (м. Вінниця)                                                                 | «Хімік» (м. Вінниця)                                                                       | «Інтеграл» (м. Вінниця)                                                                    |                                                                                            |
| 1977         | «Інтеграл» (м. Вінниця)                                                                    | «Хімік» (м. Вінниця)                                                                       | «Завод засобів автоматики» (м. Вінниця)                                                    |                                                                                            |
| 1978         | «Інтеграл» (м. Вінниця)                                                                    | «Будівельник» (м. Вінниця)                                                                 | «Термінал» (м. Вінниця)                                                                    |                                                                                            |
| 1979         | «Інтеграл» (м. Вінниця)                                                                    | «Спартак» (м. Хмільник)                                                                    | «Колос» (м. Бершадь)                                                                       |                                                                                            |
| 1980         | «Інтеграл» (м. Вінниця)                                                                    | «Технолог» (смт. Тростянець)                                                               | «Темп»(м. Вінниця)                                                                         |                                                                                            |
| 1981         | ФК «Гайсин» (м. Гайсин)                                                                    | «Темп» (м. Вінниця)                                                                        | «Кооператор» (м. Погребище)                                                                |                                                                                            |
| 1982         | «Інтеграл» (м. Вінниця)                                                                    | «Сокіл» (м. Гайсин)                                                                        | «Темп» (м. Вінниця)                                                                        |                                                                                            |
| 1983         | «Темп» (м. Вінниця)                                                                        | «Сокіл» (м. Гайсин)                                                                        | «Інтеграл» (м. Вінниця)                                                                    |                                                                                            |
| 1984         | «Граніт» (м. Шаргород)                                                                     | «Інтеграл» (м. Вінниця)                                                                    | «Будівельник» (м. Вінниця)                                                                 |                                                                                            |
| 1985         | «Колос» (с. Серебрія)                                                                      | «Інтеграл» (м. Вінниця)                                                                    | «Машинобудівник» (м. Калинівка)                                                            |                                                                                            |
| 1986         | «Темп» (м. Вінниця)                                                                        | «Будівельник» (смт. Літин)                                                                 | «Інтеграл» (м. Вінниця)                                                                    |                                                                                            |
| 1987         | «Інтеграл» (м. Вінниця)                                                                    | «Граніт» (м. Шаргород)                                                                     | «Темп» (м. Вінниця)                                                                        |                                                                                            |
| 1988         | «Граніт» (м. Шаргород)                                                                     | «Нива» (смт. Тростянець)                                                                   | «Колос» (с. Серебрія)                                                                      |                                                                                            |
| 1989         | «Граніт» (м. Шаргород)                                                                     | «Поділля» (смт Кирнасівка)                                                                 | «Сокіл» (м. Гайсин)                                                                        |                                                                                            |
| 1990         | «Поділля» (смт Кирнасівка)                                                                 | «Інтеграл» (м. Вінниця)                                                                    | «Сокіл» (м. Гайсин)                                                                        |                                                                                            |
| 1991         | «Поділля» (смт Кирнасівка)                                                                 | «Інтеграл» (м. Вінниця)                                                                    | «Граніт» (м. Шаргород)                                                                     |                                                                                            |
| 1992 (весна) | «Поділля» (смт Кирнасівка)                                                                 | «Інтеграл» (м. Вінниця)                                                                    | «Кіровець» (м. Могилів-Подільський) «Хімік» (м. Вінниця)                                   |                                                                                            |
| 1992/93      | «Інтеграл» (м. Вінниця)                                                                    | «Поділля» (смт Кирнасівка)                                                                 | «Хімік-Нива-2» (м. Вінниця)                                                                |                                                                                            |
| 1993/94      | «Поділля» (смт Кирнасівка)                                                                 | «Хімік» (м. Вінниця)                                                                       | «Сокіл» (м. Гайсин)                                                                        |                                                                                            |
| 1994/95      | «Поділля» (смт Кирнасівка)                                                                 | «Хімік» (м. Вінниця)                                                                       | «Світанок» (с. Лука-Мелешківська)                                                          |                                                                                            |
| 1995/96      | «Хімік» (м. Вінниця)                                                                       | «Світанок» (с. Лука-Мелешківська)                                                          | «Колос» (с. Махнівка, Козятинський район)                                                  |                                                                                            |
| 1996/97      | «Фортуна» (м. Шаргород)                                                                    | «Кіровець» (м. Могилів-Подільський)                                                        | «Лісовик» (м. Тульчин)                                                                     |                                                                                            |
| 1997/98      | «Кіровець» (м. Могилів-Подільський)                                                        | «Хімік» (м. Вінниця)                                                                       | «Мортира» (м. Калинівка)                                                                   |                                                                                            |
| 1998/99      | «Поділля» (смт Кирнасівка)                                                                 | «Академік-Нива» (м. Вінниця)                                                               | «Хімік» (м. Вінниця)                                                                       |                                                                                            |
| 1999/00      | «Поділля» (смт Кирнасівка)                                                                 | «Будівельник-Нива» (м. Гнівань)                                                            | «Нива» (смт Тростянець))                                                                   |                                                                                            |
| 2000/01      | «Поділля» (смт Кирнасівка)                                                                 | «Будівельник-Нива» (м. Гнівань)                                                            | «Авангард» (м. Ладижин)                                                                    |                                                                                            |
| 2001/02      | «Кіровець» (м. Могилів-Подільський)                                                        | «Будівельник-Нива» (м. Гнівань)                                                            | «Поділля» (смт Кирнасівка)                                                                 |                                                                                            |
| 2002/03      | «Поділля-МЛ» (смт Кирнасівка)                                                              | «Кіровець» (м. Могилів-Подільський)                                                        | ФК «Вінниця-2» (м. Вінниця)                                                                |                                                                                            |
| 2003/04      | «Поділля-МЛ» (м. Тульчин)                                                                  | «Авангард-Енергія» (м. Ладижин)                                                            | «Нива-2» (м. Вінниця)                                                                      |                                                                                            |
| 2004/05      | «Поділля-Ліс» (смт Кирнасівка)                                                             | «Горизонт» (м. Козятин)                                                                    | «Будівельник» (м. Гнівань)                                                                 |                                                                                            |
| 2005/06      | «Лісовик-Поділля» (м. Тульчин)                                                             | «Горизонт» (м. Козятин)                                                                    | «Будівельник-Нива» (м. Гнівань)                                                            |                                                                                            |
| 2006/07      | «Авангард» (смт Сутиски)                                                                   | «Горизонт» (м. Козятин)                                                                    | «Нива-Світанок» (м. Вінниця)                                                               |                                                                                            |
| 2007/08      | «O.L.KAR.» (м. Шаргород)                                                                   | «Авангард» (смт Сутиски)                                                                   | «Ларіс» (м. Калинівка)                                                                     |                                                                                            |
| 2008/09      | «Авангард» (смт Сутиски)                                                                   | «Горизонт» (м. Козятин)                                                                    | ФК «Тульчин» (м. Тульчин)                                                                  |                                                                                            |
| 2009/10      | «Вилам» (м. Хмільник)                                                                      | «Тирас» (м. Ямпіль)                                                                        | «КФКС-Нива-2» (м. Вінниця)                                                                 |                                                                                            |
| 2010/11      | «Тирас» (м. Ямпіль)                                                                        | «Сокіл» (м. Гайсин)                                                                        | «Патріот» (м. Тульчин)                                                                     |                                                                                            |
| 2011/12      | «Держслужбовець-КФКС» (м. Вінниця)                                                         | «Сокіл» (м. Гайсин)                                                                        | «Патріот» (м. Тульчин)                                                                     |                                                                                            |
| 2012/13      | ФК «Вінниця» (м. Вінниця)                                                                  | «Сокіл» (м. Гайсин)                                                                        | «Шляховик» (м. Погребище)                                                                  |                                                                                            |
| 2013/14      | «Шляховик» (м. Погребище)                                                                  | ФК «Вінниця» (м. Вінниця)                                                                  | «Локомотив» (м. Козятин)                                                                   |                                                                                            |
| 2014/15      | «Патріот» (с. Кукавка)                                                                     | ФК «Вінниця» (м. Вінниця)                                                                  | «Шляховик» (м. Погребище)                                                                  |                                                                                            |
| 2015/16      | «Факел» (м. Липовець)                                                                      | «Патріот» (с. Кукавка)                                                                     | ФК «Вінниця» (м. Вінниця)                                                                  |                                                                                            |
| 2016/17      | «ЕМС-Поділля» (м. Вінниця)                                                                 | «Факел» (м. Липовець)                                                                      | «Патріот» (с. Кукавка)                                                                     |                                                                                            |
| 2017/18      | «Світанок-Агросвіт» (с. Шляхова)                                                           | «ЕМС-Поділля» (м. Вінниця)                                                                 | «Факел» (м. Липовець)                                                                      |                                                                                            |
| 2018/19      | «Світанок-Агросвіт» (с. Шляхова)                                                           | «Володимир»(смт Тиврів)                                                                    | «Моноліт» (м. Козятин)                                                                     |                                                                                            |
| 2019/20      | ФК «Томашпіль» (смт Томашпіль)                                                             | «Моноліт» (м. Козятин)                                                                     | «Факел» (м. Липовець)                                                                      |                                                                                            |
| 2020/21      | «Факел» (м. Липовець)                                                                      | «Моноліт» (м. Козятин)                                                                     | ФК «Орлівка» (с. Орлівка)                                                                  |                                                                                            |
| 2021/22      | Через повномасштабне російське вторгнення чемпіонат було завершено достроково без призерів | Через повномасштабне російське вторгнення чемпіонат було завершено достроково без призерів | Через повномасштабне російське вторгнення чемпіонат було завершено достроково без призерів | Через повномасштабне російське вторгнення чемпіонат було завершено достроково без призерів |
| 2022/23      | «ЯСКО» (м. Вінниця)                                                                        | ФК «Орлівка» (с. Орлівка)                                                                  | «Горизонт» (с. Хоньківці)                                                                  |                                                                                            |
| 2023/24      | «Поділля» (смт Кирнасівка)                                                                 | «Факел» (м. Липовець)                                                                      | «Авангард» (м. Ладижин)                                                                    |                                                                                            |
| 2024/25      | «Універ-Динамо» (м. Харків)                                                                | «Факел» (м. Липовець)                                                                      | «Поділля» (смт Кирнасівка)                                                                 |                                                                                            |
| 2025/26      |                                                                                            |                                                                                            |                                                                                            |                                                                                            |